# 카슨 빅비
카슨 리 "스키터" 빅비(Carson Lee "Skeeter" Bigbee, 1895년 3월 31일 ~ 1964년 10월 17일)는 미국의 전 프로 야구 선수로, 메이저 리그 베이스볼(MLB)에서 외야수로 뛰었다. 11시즌 동안 피츠버그 파이리츠에서 활약하였다.